# رگیس-برایتینگن
شهر رگیس-برایتینگن (به آلمانی: Regis-Breitingen) در ایالت زاکسن در کشور آلمان واقع شده‌است.